# Catoxyethira pinheyi
Catoxyethira pinheyi är en nattsländeart som beskrevs av Douglas E. Kimmins 1958. Catoxyethira pinheyi ingår i släktet Catoxyethira och familjen smånattsländor. Inga underarter finns listade i Catalogue of Life.